# Ran Bosilek
Ran Bosilek (bulharsky Ран Босилек) (26. září 1886, Gabrovo – 8. října 1958, Sofie), vlastním jménem Genčo Stančev Negencov (bulharsky Генчо Станчев Негенцов) byl bulharský básník, překladatel a spisovatel pro děti a mládež.
Ran Bosilek vystudoval slavistiku v Sofii a práva v Bruselu. Jako právník však působil velmi krátce, protože se začal zcela věnovat literatuře. Redigoval oblíbený dětský časopis Detska radost (1923-1948), kolem kterého soustředil řadu spisovatelů a ilustrátorů. Po válce pak redigoval časopis Družinka. Jeho dílo vyniká znalostí dětské psychologie a často těží z lidových tradic. Podstatným rysem jeho tvorby je také humor, obsažený jak v jeho převyprávěných lidových pohádkách (bulharských i zahraničních), tak i v jeho původní tvorbě (ve veselých příbězích a říkankách).
Z jeho překladatelské činnosti je nejvýznamnější překlad knihy Astrid Lindgrenové Karlsson på taket (česky pod názvem Karkulín ze střechy) z roku 1955.

## Výběrová bibliografie
- Čik-čirik (1925, Čimčara-čim), verše
- Nerodena moma (1926, Dívka z jiného světa), kniha bulharských lidových pohádek,
- Patilansko casrtvo (1927, česky jako Království šťastných šibalů), příběh pro děti,
- Baba Meca (1927, Babička Medvědice), Momče i vjatar (1931, Chlapec a vítr), Neznaen junak (1931, Neznámý junák), Ziva voda (1933, Živá voda), Garvan grači (1936, Krákající havran), knihy bulharských lidových pohádek,
- Sestrite na Maks i Moric (1938, Sestry Makse a Morice), německé pohádky,
- Norvežski prikazki (1941-1942, Norské pohádky), dva díly,
- Zlatno gušterče (1942, Zlatá ještěřička), verše,
- Švedski prikazki (1942-1943, Švédské pohádky), dva díly,
- Radost (1956, Radost), kniha bulharských lidových pohádek.

## Česká vydání
- Kolo bulharských pohádek, SNDK, Praha 1960, z knih Neznaen junak a Radost vybrala a přeložila Dana Hronková, rytmizované pohádky za básnické spolupráce Jarmily Urbánkové,
- Království šťastných smolařů, Press, Sofie 1976, přeložil Arno Kraus (mladší),
- Chytračinky kmotry lišky, Albatros, Praha 1985, z knihy Gavran grači vybral a přeložil Vladimír Kříž.